# Watch Dogs (jeu vidéo)
Vous lisez un « bon article » labellisé en 2025.
Pour la série de jeux vidéo, voir Watch Dogs. Pour le film, voir Watch Dogs.
Watch Dogs (stylisé WATCH_DOGS) est un jeu vidéo d'action-aventure et d'infiltration développé par les studios Ubisoft Montréal et Ubisoft Reflections, et édité par Ubisoft. Il s'agit du premier volet de la série Watch Dogs. Le jeu est annoncé par Ubisoft lors de sa conférence à l'E3 de juin 2012. Il sort le 27 mai 2014 sur PC, Xbox 360, PlayStation 3, PlayStation 4 et Xbox One, en novembre 2014 sur Wii U, et le 9 décembre 2020 sur Google Stadia.
Le jeu fait usage de la vue à la troisième personne, et le joueur peut parcourir son univers à pied ou en véhicule. L'histoire se déroule dans une version fictive de la région métropolitaine de Chicago et suit la quête de vengeance d'Aiden Pearce, un hacker qui utilise ses compétences informatiques pour commettre des crimes. Après l'assassinat de sa nièce lors d'un accident de la route, il se transforme en « justicier » qui cherche à venger sa mort. En plus d'armes à feu, Aiden fait usage de son téléphone portable pour exploiter les failles du CTOS, un système informatique centralisé contrôlant tous les appareils technologiques de la ville, et stockant des informations détaillées sur ses habitants.
Après son annonce et une démo montrée à l'E3 2012, Watch Dogs provoque l'engouement du public et se fait très attendre. La presse spécialisée fait notamment l'éloge du gameplay, de la conception des missions et du monde ouvert, du système de combat, du piratage et de la variété des missions, mais fustige les problèmes techniques, l'écart de qualité graphique entre la démo et le jeu final, l'intrigue, et le protagoniste. Watch Dogs est un succès commercial, battant le record des ventes du premier jour pour un jeu Ubisoft et devenant le plus grand lancement d'une nouvelle propriété intellectuelle au Royaume-Uni à cette période. Le jeu se vend à plus de 10 millions d'exemplaires. La sortie du jeu est suivie par  Watch Dogs 2 en novembre 2016, et par Watch Dogs: Legion en octobre 2020.

## Trame

### Univers

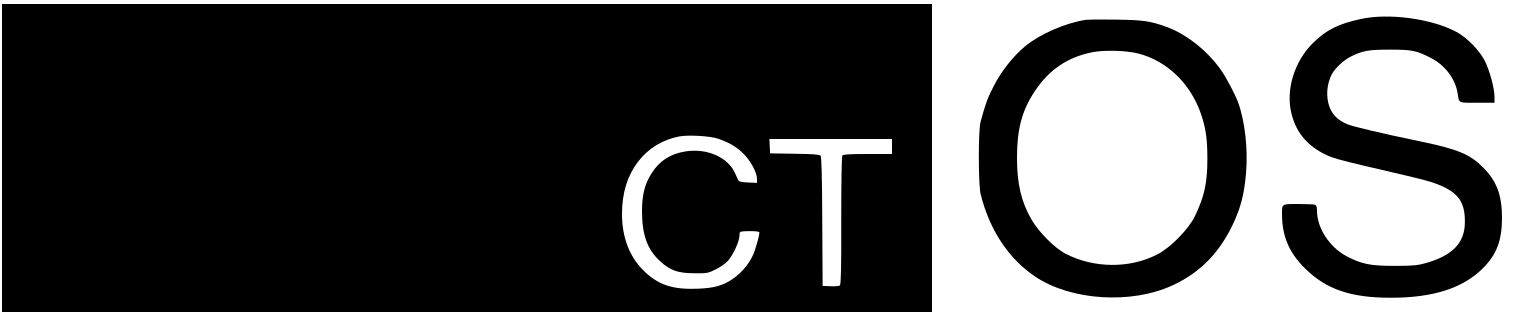
Le CTOS, système de surveillance contrôlant la quasi-totalité des infrastructures de Chicago.

Les événements de Watch Dogs ont lieu à Windy City, une version fictive et lugubre de la ville de Chicago, aux États-Unis, contrôlée par le CTOS, un système de surveillance contrôlant la quasi-totalité des infrastructures, inventé par la société Blume,. Aiden Pearce, âgé de 39 ans, peut se balader dans toute la ville, et effectuer des missions qui l'amèneront jusqu'au commanditaire du meurtre de sa nièce, tuée dans un accident de la route. Pour ce faire, Aiden utilise un smartphone modifié, appelé Profiler, qui est relié à la base de données du CTOS, lui permettant ainsi d'accéder à toutes les informations privées de chaque citoyen à l'aide du système de reconnaissance faciale et d'anticiper des crimes potentiels. À mesure qu'Internet et l'infrastructure technologique deviennent centralisés, ils deviennent plus exposés à l'exploitation et aux accidents ; Aiden utilise donc ces failles pour s'informer et agir en conséquence. Pour débloquer certaines informations d'une zone spécifique, Aiden doit pirater des tours CTOS, pour la plupart difficilement accessibles. Hors des missions, Aiden a d'abord accès à une chambre d'hôtel, puis à quelques planques masquées en conteneur pour enquêter sur les potentiels meurtriers de sa nièce, se reposer (permettant ainsi la sauvegarde du jeu) et, par extension, faire passer le temps plus rapidement.
Deux des plus importants aspects de Watch Dogs sont la liberté et la subtilité des choix moraux influençant un système de réputation qui est imposé au joueur. Le système de réputation modifie l'attitude des citoyens envers Aiden en fonction de ces types d'action, qu'il empêche un crime ou cause des dégâts considérables,. Empêcher des crimes lui forge une réputation de justicier, et il est donc bien perçu par ses concitoyens, parfois même couvert par eux lorsqu'il effectue une action répréhensible ; en revanche, s'il se forge une réputation d'anarchiste, sa tête est mise à prix et les citoyens se chargeront d'appeler les forces de l'ordre à chaque fois qu'Aiden est aperçu sur la place publique. En dehors de ce système de réputation, si Aiden attire trop l'attention, il peut être pris en chasse par les véhicules et hélicoptères de police. Concernant la biographie du protagoniste, Aiden est un ancien délinquant des rues reconverti à son adolescence en black hat. Il ne se sert de ses concitoyens que pour arriver à ses fins, adoptant un comportement antisocial voire psychopathe, considérant qu'ils ne sont rien de plus que des connexions Wi-Fi ; peu importe le statut social, Aiden peut voler l'argent de ses concitoyens qu'ils soient pauvres ou aisés. Certains rédacteurs expliquent ce comportement par le fait qu'il ne trouve rien d'autre de plus important que de venger la mort de sa nièce.

### Scénario

#### Intrigue principale

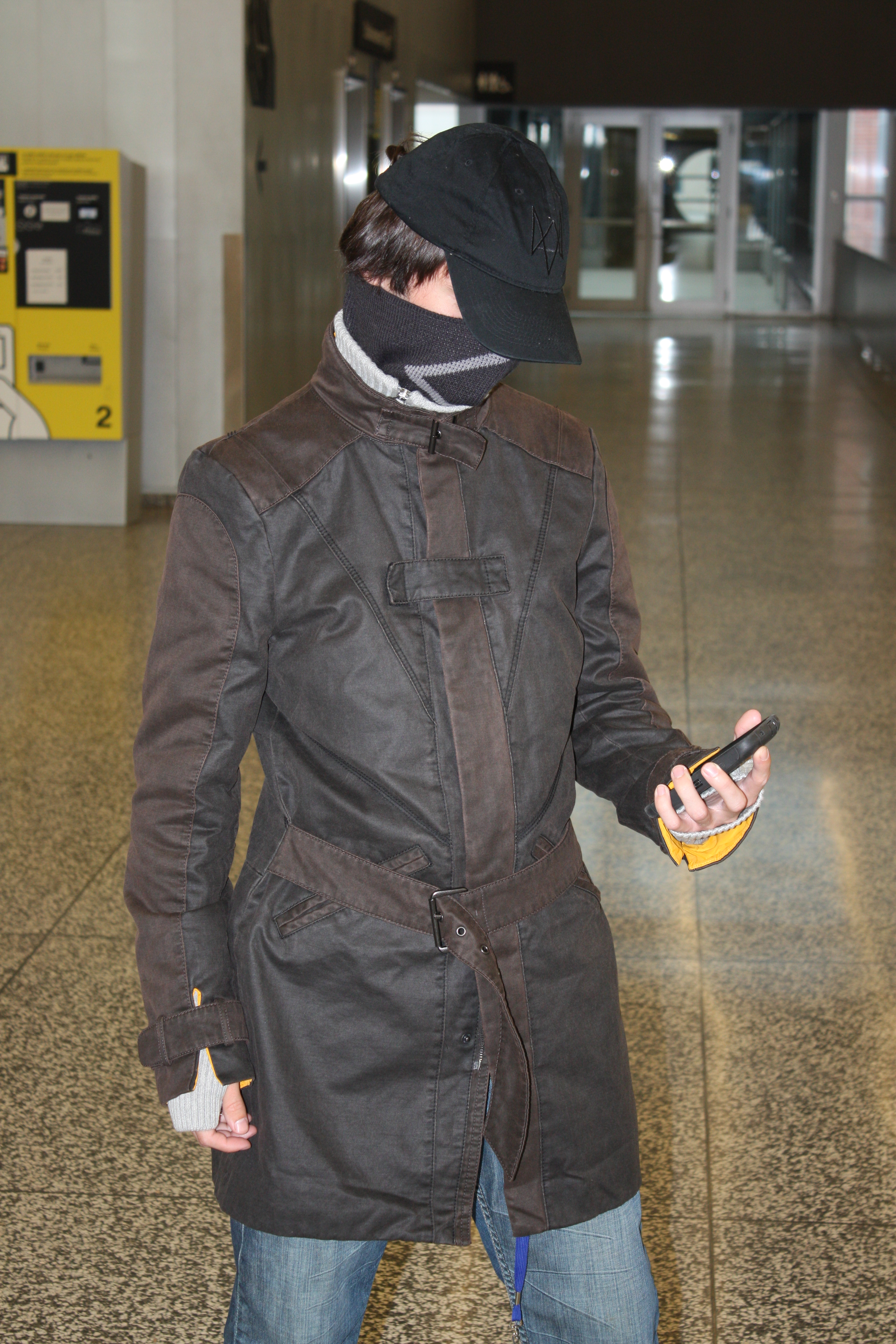
Cosplay d'Aiden Pearce pendant l'Otakuthon, en 2014.

En octobre 2012, Chicago devient la première ville au monde à mettre en place le CTOS (Central Operating System), un réseau informatique reliant tous les appareils en un seul système, développé par l'entreprise technologique Blume. Lors d'un vol électronique au prestigieux hôtel Merlaut, le hacker Aiden Pearce et son mentor et partenaire, Damien Brenks, déclenchent une alarme silencieuse à cause d'un autre hacker. Damien tente de le repérer mais Aiden l'en empêche en coupant la connexion. Craignant pour sa famille, Aiden conduit les siens en lieu sûr sous couvert d'un voyage surprise à la campagne. En chemin, le tueur à gages Maurice Vega les attaque, provoquant un accident de la route qui tue Lena, sa nièce âgée de six ans.
Un an plus tard, Aiden retrouve Vega dans un stade de baseball, mais ne parvient pas à découvrir l'identité du commanditaire. Laissant Vega aux mains de son partenaire, Jordi Chin, Aiden rend visite à sa sœur Nicky et à son neveu Jackson pour l'anniversaire de ce dernier, mais apprend que quelqu'un les harcèle. Aiden retrouve le harceleur, qui s'avère être Damien avec qui il avait perdu contact. Désormais infirme, ce dernier demande à Aiden de retrouver l'autre hacker mais ce dernier refuse. Afin de lui forcer la main, Damien enlève Nicky et menace son neveu. Aiden confie Jackson à sa psychologue avant d'accepter de répondre aux demandes de Damien. Aiden est vite remarqué par le collectif hacktiviste DedSec et plus particulièrement par BadBoy17, pseudonyme de la tatoueuse Clara Lille. Grâce à elle, il retrouve le second hacker Delford « Iraq » Wade, ancien militaire des forces spéciales devenu chef de gang. Aiden manipule un des lieutenants d'Iraq, Tyrone « Bedbug » Hayes, afin d'accéder à son serveur privé mais ne parvient qu'à obtenir des données partielles, suffisantes pour comprendre qu'Iraq détient des données personnelles sur chaque personne influente de Chicago, ce qui lui offre protection et tranquillité. Afin de casser le cryptage, Clara renvoie Aiden vers l'un des concepteurs du CTOS, Raymond « T-Bone » Kenney, qui vit reclus. Après avoir aidé Kenney à se débarrasser des personnes à ses trousses et à supprimer son empreinte biométrique du CTOS, Aiden le convainc de décrypter les données pour lui. Il prend alors d'assaut le complexe d'Iraq pour finir de télécharger les données de son serveur et tue Iraq lorsqu'il l'affronte.
T-Bone commence le décryptage mais un autre hacker, Defalt, infiltre le système, vole les données puis laisse un enregistrement montrant que c'est Clara qui a dénoncé Aiden et Damien après l'affaire du Merlaut. Aiden chasse Clara de son repaire avant de rejoindre Damien pour lui annoncer qu'il a perdu les fichiers. Damien met alors en ligne les preuves des activités d'Aiden, lançant la police à ses trousses. En fuite, Aiden et T-Bone parviennent cependant à retrouver Defalt et récupérer les données volées. Entre-temps, Aiden localise Nicky et la fait libérer avant de l'emmener hors de la ville avec Jackson. Il peut désormais se lancer à la poursuite du commanditaire de son assassinat : Dermot « Lucky » Quinn, chef mafieux, trafiquant d'êtres humains et propriétaire à résidence de l'hôtel Merlaut.
Aiden confronte Quinn, qui révèle qu'il a ordonné son meurtre parce qu'il croyait qu'Aiden cherchait une vidéo secrète du maire Donovan Rushmore tuant sa secrétaire Rose Washington alors qu'elle le menaçait de révéler ses liens avec Quinn. Après avoir tué Quinn en piratant son pacemaker, Aiden est informé par Damien que Quinn a envoyé des tueurs à gages s'en prendre à Clara parce qu'elle était un boulet. Incapable de sauver Clara, Aiden rend public tout le matériel de chantage, ce qui rend furieux Damien, qui espérait l'utiliser à son propre profit. Alors que Damien fait des ravages à Chicago en utilisant le CTOS, Aiden éteint le système à l'aide d'un virus créé par Kenney et provoque un black-out massif qui ferme Chicago et d'autres villes par satellite, avant de traquer Damien jusqu'à un phare. Jordi arrive, ayant été engagé pour tuer les deux hommes, mais Aiden le blesse et tue Damien. Plus tard, Jordi appelle Aiden une dernière fois pour lui confier le sort de Maurice. Le joueur a alors le choix de le tuer ou de l'épargner. DedSec met en ligne une vidéo où ils annoncent déclarer la guerre à la mainmise de Blume Corporation sur les données du CTOS. Plus tard, Blume Corporation annonce la mise en service du CTOS 2.0 dans d'autres villes du pays.

#### Bad Blood
En 2014, un an après les événements principaux de Watch Dogs, Kenney décide de quitter Chicago après avoir effectué ce qu'il pense être son dernier travail de piratage : retirer toutes les données le concernant des serveurs de Blume et insérer de fausses pistes pour éloigner Blume de lui. Cependant, après avoir sauvé son ancien collègue Tobias Frewer de ceux qui l'avaient kidnappé, Kenney décide de rester à Chicago jusqu'à ce qu'il apprenne qui leur en veut. Ils enquêtent sur les personnes qui tentent de les capturer et finissent par découvrir qu'ils ont été engagés par Defalt, qui travaille avec Blume pour se venger de Kenney.
Kenney parvient à retrouver Defalt, mais en enquêtant sur sa cachette, il trouve des mannequins représentant les personnes décédées lors du black-out qu'il a provoqué onze ans auparavant. Parmi eux se trouve un mannequin portant un masque semblable à celui de Defalt, ce qui amène Kenney à comprendre la véritable raison de la vendetta de Defalt contre lui : son frère faisait partie des victimes du black-out. Cela rend Kenney furieux, car il n'avait pas l'intention de faire mourir qui que ce soit, et il vit depuis avec des remords. Kenney et Frewer infiltrent sa cachette, mais ils sont finalement séparés et Kenney se retrouve piégé dans une pièce où il est forcé d'affronter Defalt et les familles des autres victimes du black-out. Defalt organise un vote pour décider du sort de Kenney et la majorité choisit de le tuer, ce qui a pour effet de remplir de gaz la pièce où il se trouve. Kenney commence à s'asphyxier, mais parvient à pirater le système de ventilation de l'immeuble grâce au téléphone de Frewer, redirigeant le gaz vers la chambre de Defalt et semblant le tuer. Kenney est sauvé par Frewer et décide de rester à Chicago pour combattre Blume avec son aide, en espérant recruter Aiden dans leur équipe.

## Système de jeu
Watch Dogs est un jeu d'action-aventure à la troisième personne dans lequel le joueur incarne Aiden Pearce, un hacker surdoué mais ancien délinquant, dont le passé criminel l'a mené à une violente tragédie familiale, capable de pirater les systèmes électroniques tels que les téléphones portables, les feux de circulation, les ponts mobiles ou les caméras. Pour ce faire, il utilise le Profiler, un smartphone amélioré, permettant d'accéder à toutes sortes d'informations sur les gens qui entourent le joueur, comme leur âge, leur profession, leurs revenus, leur personnalité ou leur casier judiciaire,.

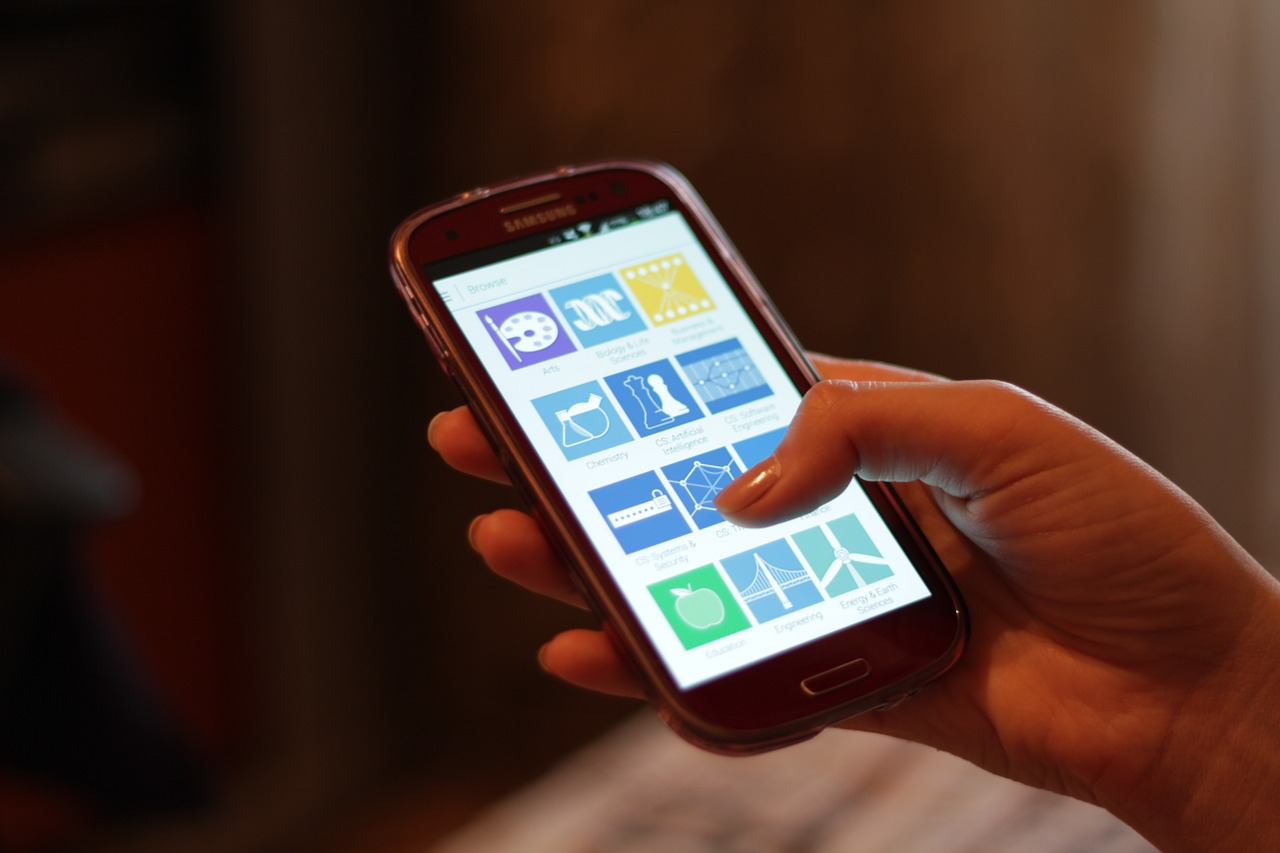
Le smartphone, élément essentiel du jeu permettant au joueur de hacker son entourage.

Le jeu se déroule dans un monde ouvert, et les déplacements peuvent se faire à pied ou en véhicule. Pendant la démo de l'E3 2012, le joueur ne pouvait se déplacer que dans « un petit coin de rue dans le secteur du Loop, à Chicago » ; à ce moment, le producteur Dominic Guay promettait aux joueurs qu'ils pouvaient « aller bien au-delà » et « traverser des rivières, explorer des étendues beaucoup plus vastes » avec des « voitures très rapides » qui allaient « jusqu'à 180 km/h ». Le joueur peut escalader des surfaces verticales, utiliser des chariots élévateurs et des nacelles élévatrices pour atteindre des endroits inaccessibles autrement, et peut s'accroupir derrière les murs pour se cacher des ennemis. Il dispose aussi de 65 véhicules avec lesquels il peut se déplacer dans son environnement, comme des motos, des poids-lourds, des véhicules tout-terrain, des SUV, des véhicules de luxe, des voitures de sport et des hors-bords,. Après une certaine progression, le joueur a la possibilité de se faire livrer un véhicule à proximité de lui.
Le jeu inclut un cycle jour-nuit et un système météorologique dynamique, qui change le comportement des personnages non-joueurs (PNJ). Au contact de certains personnages, des approches létales et non létales peuvent être adoptées. Aiden fait usage d'une matraque télescopique pour immobiliser ses adversaires et d'armes à feu (pistolets, fusils, fusils de précision, mitrailleuse, et lances-grenades) pour les tuer,,. Un mode ralenti peut être déclenché lors d'affrontements à armes à feu, et le joueur peut aussi faire usage d'engins explosifs, de grenades, et de petits engins électroniques de diversion,. Le joueur possède un arbre de compétences qui est amélioré avec des points gagnés en piratant, en combattant, en conduisant et en fabriquant des objets. Quant à l'argent volé, il peut être utilisé pour acheter des armes à feu, des tenues et des véhicules,.
Le système de réputation est représenté par une barre « justicier–anarchiste » qui se remplit selon les actions du joueur. Une réputation de justicier permet de se déplacer dans la ville sans alerter les passants, contrairement au statut d'anarchiste. Une réputation de justicier peut être gagnée en détectant et en arrêtant des crimes, tandis qu'un statut d'anarchiste se forge lorsque le joueur perpètre des crimes, comme tuer des civils innocents.
Plusieurs mini-jeux, allant du meurtre d'aliens au contrôle d'une grande araignée robotique, en passant par les jeux de hasard, sont éparpillés dans l'environnement,,, tout comme des objets à retrouver ou collectionner tels que les codes QR et des enregistrements audio,. Les tours CTOS déverrouillent des icônes de carte et des missions secondaires. 
Le mode multijoueur peut accueillir jusqu'à sept autres joueurs en mode libre, avec lesquels le joueur peut remplir des contrats de piratage et participer à des courses. Le joueur peut également être piraté par d'autres joueurs, qui percevront la cible comme un PNJ (laissant à la cible le soin de trouver le coupable). Les invasions en jeu peuvent être désactivées, mais cela remet le rang de compétence multijoueur à zéro,. Le mode libre en multijoueur et le mode décryptage, dans lequel deux équipes de quatre personnes sont chargées d'acquérir et de conserver des données, sont exclus des versions Xbox 360 et PlayStation 3,.

## Développement

### Conception

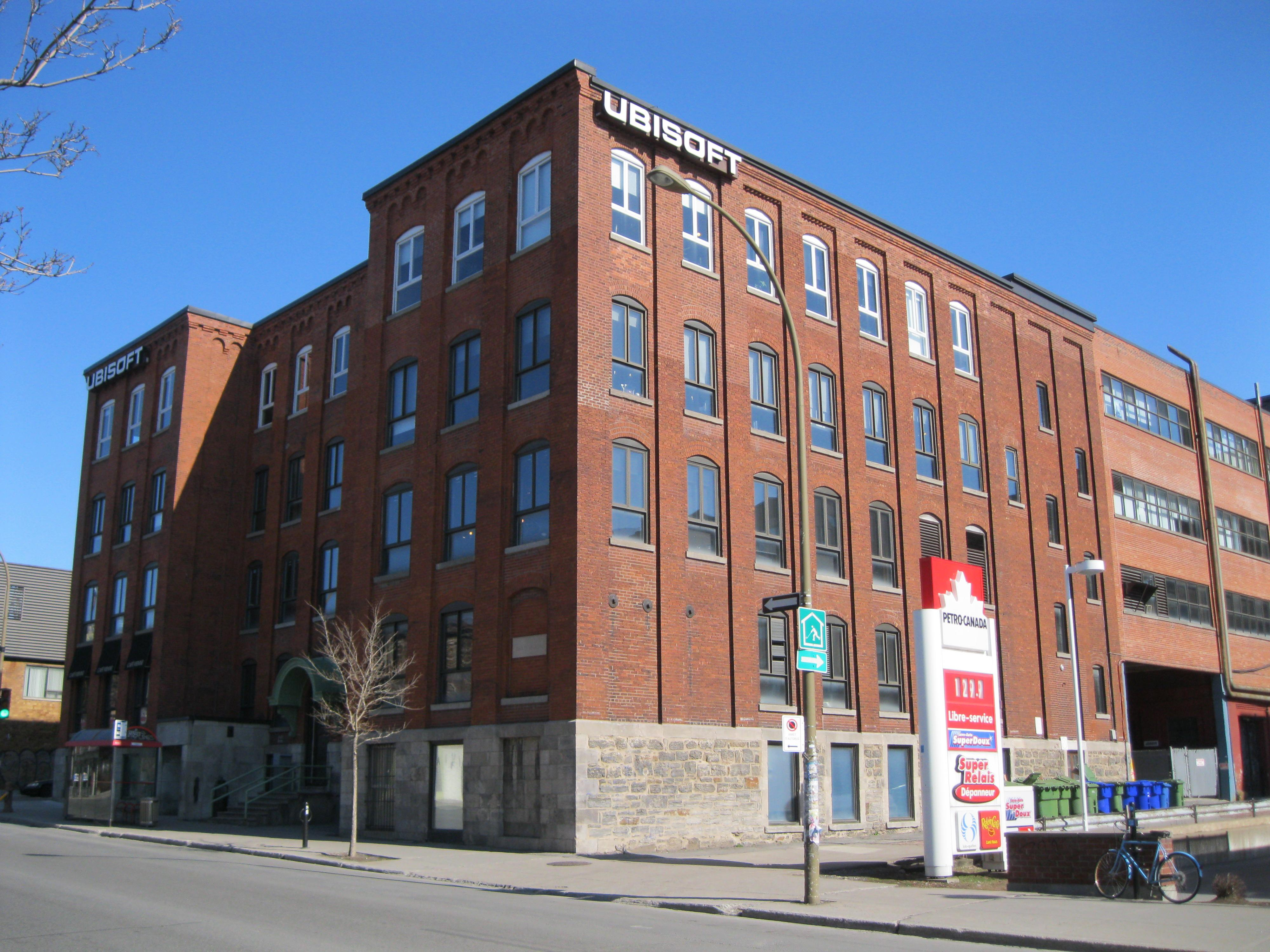
Ubisoft Montréal, développeur principal de Watch Dogs.

Le développement du jeu commence au début de l'année 2009, dans les studios d'Ubisoft Montréal, d'abord avec une équipe de dix, pour finir avec un millier de personnes,,. Le jeu, qui est une réponse de la firme à la série Grand Theft Auto, a pour titre provisoire Nexus, et son tout premier concept s'appuie sur l'idée de contrôler une ville entière en appuyant sur un bouton. Le logo de Nexus est un cercle (qui représente la connectivité) dont la partie centrale comprend deux fils électriques « pour souligner la partie piratage, exploitant la connectivité ». Le nom de Nexus fait référence à l'espace situé entre ces deux fils, et le logo apparaît même dans la version finale du jeu. Du prototype au produit fini, le jeu est développé sur cinq ans avec un budget d'environ 68 millions de dollars,.
L'équipe de développement décide de rebaptiser Nexus en Watch Dogs (stylisé Watch_Dogs) avant son annonce officielle au début de l'année 2012. Ce nouveau titre fait référence au personnage du jeu qui n'hésite pas à retourner les infrastructures informatiques contre ses ennemis ; un watchdog est une procédure s'exécutant généralement à intervalles réguliers afin de vérifier certains points cruciaux garantissant un minimum d'intégrité au système ou au programme. En cas de situation anormale détectée, le watchdog peut simplement déclencher une alarme ou plus souvent lancer une procédure radicale supposée résoudre le problème à coup sûr.
En juin 2012, le studio britannique Ubisoft Reflections (auteur notamment de Driver: San Francisco) se joint à l'équipe de développement. Giselle Stewart, directrice générale du studio Ubisoft Reflections, déclare que sa société avait « observé de manière attentive la réaction du public envers Watch Dogs durant l'E3 », et que « le studio est très enthousiaste de travailler avec Ubisoft Montréal sur cette nouvelle franchise ». Elle annonce également l'élargissement de l'équipe basée à Newcastle, et « des postes à pourvoir pour de talentueux directeurs créatifs, programmeurs de gameplay seniors et artistes interface graphique expérimentés »,. Les jeux Grand Theft Auto et Saints Row sont plus tard étudiés pour améliorer et simplifier les contrôles complexes de Watch Dogs, de sorte que le mécanisme principal de piratage soit réduit à un seul bouton. Pendant le report du jeu, des idées longtemps mises de côté (comme le piratage d'un casque audio) peuvent être mises en œuvre.
Le jeu fonctionne avec le moteur Disrupt, développé spécifiquement par Ubisoft Montréal (bien qu'il ait été initialement prévu pour un autre jeu de la franchise Driver),, qui repose sur trois piliers : la simulation de l'environnement, la façon dont celui-ci peut être affecté, et la connectivité de ce monde. La technologie de la PlayStation 4 permet d'ailleurs de meilleures simulations du vent et de l'eau, ainsi que de l'intelligence artificielle. Lors du développement, l'équipe remarque une similitude entre les mouvements physiques de ces personnages et ceux de jeux comme Assassin's Creed, et décide de corriger ce défaut. Le système de contrôle CTOS s'inspire du SCADA, et le scénario s'inspire de la cyber-attaque du ver informatique Stuxnet sur le SCADA. C'est à la suite de ces événements que les développeurs décident de consulter la société de cybersécurité Kaspersky Lab (qui a découvert le ver Stuxnet) concernant des fonctions de piratage afin d'en accroître l'authenticité,. Pour créer des factions de pirates informatiques (comme DedSec), les développeurs utilisent comme référence le groupe d'hacktivistes Anonymous, les pirates étatiques et les récits d'espionnage industriel.
Le jeu se déroule dans la ville de Chicago, aux États-Unis. Pour conférer au jeu une certaine authenticité, des expressions propres à cette région sont ajoutées et les développeurs se rendent plusieurs fois dans la ville pour effectuer des recherches sur le terrain, prendre des photos, faire des enregistrements audio, rencontrer des habitants, et interroger la police afin d'obtenir des informations. Les monuments sont conçus pour ne ressembler qu'à leurs équivalents réels, car les droits artistiques auraient triplé le budget. La fictionnalisation de la ville permet de faire tenir plusieurs types de quartier sur une seule carte,. La reconstitution de la région métropolitaine de Chicago est divisée en six régions : Parker Square, qui ressemble aux quartiers nord et ouest de la ville, le Loop, basé sur le Loop, Brandon Docks, une reconstitution libre du quartier industriel du sud de la ville, les Wards, basés sur Englewood, Mad Mile, basé sur le Magnificent Mile, et Pawnee, une fausse ville rurale ressemblant à certaines banlieues de la ville,. La ville est choisie comme décor pour sa nature contradictoire, avec à la fois une grande richesse et une pauvreté abjecte. Après avoir été choisie, Chicago est devenue la ville la plus surveillée d'Amérique, accentuant par la même occasion la portée du récit.

### Musique
Une cinquantaine de chansons, enregistrées par des artistes et groupes de genres variés (notamment punk rock) comme respectivement Madina Lake, Alkaline Trio, et Rise Against, sont incluses et jouées sous licence tout au long du jeu. L'équipe de développement permet au joueur de les diffuser dans un véhicule qui comprend un autoradio personnalisable, ou de les voler depuis les smartphones des personnages non-joueurs par le biais de l'application fictive SongSneak.

La bande-son, composée par Toxic Avenger et Brian Reitzell, sort le 28 juillet 2014 sous le titre Watch Dogs (Music from the Video Game) en formats vinyle et CD au label discographique Invada Records, en partenariat avec Ubisoft Music. Reitzell commence à composer en lisant le scénario, concluant que le krautrock conviendrait le mieux à Watch Dogs.

## Commercialisation

### Marketinget sorties

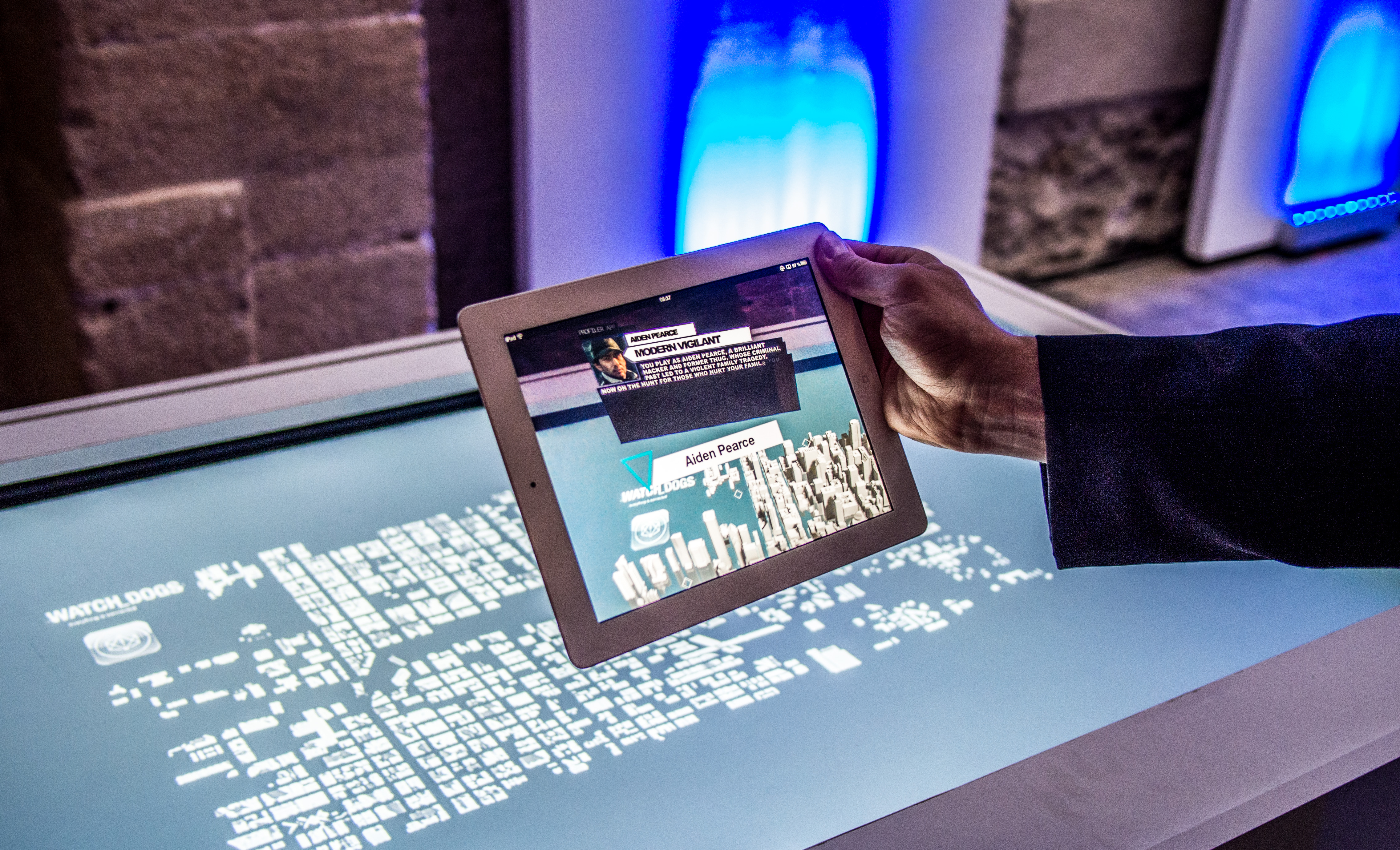
Présentation du jeu à Paris, en France, en mai 2013.

Le 4 juin 2012, Yves Guillemot, le cofondateur d'Ubisoft, présente le jeu lors de sa conférence de presse au salon de l'E3 2012,, pour Microsoft Windows, PlayStation 3 et Xbox 360. Après Just Dance 4, Far Cry 3, Tom Clancy's Splinter Cell: Blacklist, Rayman Legends, ZombiU, Assassin's Creed III et enfin Shootmania, une démo de dix minutes du jeu Watch Dogs est montrée au public. Bien que la démo soit scénarisée, le producteur Dominic Guay déclare que l'« une des choses les plus frustrantes pour l'équipe avec la démo de l'E3 est de ne pouvoir montrer qu'une seule manière » d'éliminer DeMarco, alors qu'il en existe une centaine. À cette période, un code QR, apparu dans la première démo du jeu, mène à un site web appelé DotConnexion, qui contient des informations sur l'univers du jeu. Les autres versions — PlayStation 4, Xbox One et Wii U — sont annoncées en début d'année 2013, et leur sortie est prévue plus tard dans l'année, sans date déterminée,,, avant d'être fixée au 27 mai 2014. Une nouvelle vidéo gameplay de Watch Dogs est présentée le 21 février 2013, lors de la présentation par Sony de la PlayStation 4,.
Le 29 mai 2014, un coup publicitaire d'Ubisoft nécessite l'intervention de la police ainsi que l'évacuation de plusieurs bâtiments  à Sydney, en Australie. Ubisoft envoie un coffre-fort noir au bureau d'un journaliste de la société de médias numériques Ninemsn, dans lequel se trouve une copie du jeu Watch Dogs. Avec le coffre, se trouve une note lui demandant de consulter sa boite vocale. Le journaliste, qui n'écrit pas sur les jeux vidéo et ne possède pas de boîte vocale, tente d'ouvrir le coffre, celui-ci se met à sonner. Il appelle ensuite la police qui force l'évacuation des bureaux. Les agents forcent le coffre pour découvrir le jeu Watch Dogs à l'intérieur. Dans un communiqué, Ubisoft présente « ses plus plates excuses », et promet de s'assurer que « ce type de situation ne se reproduira pas », indiquant par la même occasion que la livraison « ne s'est pas déroulée comme prévu ».
La sortie sur Wii U a finalement lieu le 18 novembre 2014 en Amérique du Nord, le 20 novembre 2014 en Australie et en Nouvelle-Zélande, et le 21 novembre 2014 en Europe,,. Une application mobile gratuite est lancée pour les appareils iOS et Android, les joueurs de Watch Dogs se connectant aux utilisateurs de consoles ou de PC pour deux modes de course.

### Contenus téléchargeables
Ubisoft propose un season pass reliant tous les contenus téléchargeables (DLC) de Watch Dogs. Une extension, intitulée Watch Dogs: Bad Blood, est publiée en septembre 2014, et permet au joueur d'incarner le personnage secondaire Raymond « T-Bone » Kenney au travers d'une nouvelle campagne exclusive composée de 10 missions dans des lieux encore inexplorés par Aiden. La campagne s'effectue un an après l'histoire du premier jeu, alors que T-Bone tente de s'introduire dans les locaux de Blume Corporation avec l'intention de se faire oublier pour de bon après cela. Tobias Frewer qui travaillait autrefois avec Blume sur le prototype du CTOS et qui était un ancien coéquipier de T-Bone parvient toutefois à le contacter pour lui demander de l'aide afin de fuir à ses ravisseurs. En dépit du danger que cela représente, T-Bone accepte l'offre de Frewer, mais se rend compte que tout ne colle pas dans les explications de ce dernier. En plus de la campagne, Bad Blood permet d'obtenir les nouveaux contrats tels que Street Sweep, et de nouvelles mission secondaires destinées à lutter contre les gangs de Chicago, toutes jouables à deux joueurs en coopératif. Le DLC débloque également de nouvelles armes, de nouvelles tenues et des gadgets inédits dont Eugène, la voiture télécommandée de T-Bone que l'on peut améliorer pour renforcer ses attaques ou ses défenses,.
Une application nommée Watch Dogs Companion : CTOS Mobile est aussi disponible en téléchargement sur tablettes et smartphones, compatible avec les plateformes iOS et Android. Cette application consiste à jouer en ligne avec des joueurs possédants une console. Pour jouer, le joueur doit se posséder un compte Xbox Live, PlayStation Network ou encore Uplay. Une fois le compte connecté via l’application, il peut accéder au jeu. L'application comprend également un tutoriel.

## Accueil

### Accueil critique
Watch Dogs est accueilli de manière généralement positive par la presse spécialisée qui fait particulièrement l'éloge des moyens de piratage, de la variété des missions, des mécaniques de jeu, du fonctionnement du monde ouvert et du mode multijoueur en ligne, mais qui fustige les problèmes techniques, l'écart de qualité graphique entre la démo et le jeu final, l'intrigue, et le protagoniste. L'agrégateur Metacritic attribue une moyenne générale 62 % à la version Wii U, 77 % à la version Microsoft Windows, 78 % à la version Xbox One et de 80 % à la version PlayStation 4. Selon Thomas Geffroyd, chercheur chez Ubisoft, des études et des analyses quantitatives indiquent qu'environ 60 % des joueurs ont changé leur vision de la technologie après avoir joué à Watch Dogs.
La presse spécialisée loue la carte « complexe et détaillée » du monde ouvert, néanmoins considérée comme une copie de Grand Theft Auto V, le rendu virtuel de Chicago jugé satisfaisant, et le détail des personnages non-joueurs. Le contenu bonus de l'environnement, qui comprend les objets à collectionner et les mini-jeux, est également remarqué et apprécié,.
Certains estiment que le combat est le point le plus positif du jeu, tandis que d'autres apprécient davantage le système de piratage,. La jouabilité du combat est soutenue par un bon système de couverture à la troisième personne, qui ne se limite pas au tir mais permet également une furtivité efficace,. Quant au piratage, il ajoute du sens au combat, et la mécanique de tir « rend les fusillades à grande échelle agréables » ; cependant, la partie du piratage « qui a recours à des puzzles de type PipeMania » ne fait pas l'unanimité. La variété du gameplay dans les missions du mode histoire fournit une expérience « divertissante », la prise en main des véhicules est jugée « réactive et intuitive », et les visuels sont qualifiés d'« éblouissants ». 
L'univers et le scénario sont sarcastiquement comparés à ceux de Grand Theft Auto IV, Blade Runner, Cyberpunk 2077, The Ascent, et Deus Ex. Bien que la plupart des rédacteurs apprécient le scénario, d'autres le jugent comme l'un des points faibles de Watch Dogs. Certains d'entre eux approuvent les coups de théâtre et les missions individuelles, mais d'autres considèrent que la narration est plus appréciable « par morceaux, plutôt que dans son ensemble ». Les événements de l'intrigue sont « plutôt prévisibles et clichés », et l'histoire, qui s'appuie sur des « stéréotypes peu imaginatifs », ne s'épanouit que lorsqu'elle laisse de côté le « cliché des histoires de vengeance », et qu'elle s'attache davantage aux personnages secondaires qu'à Aiden Pearce. De son côté, le protagoniste Aiden Pierce est qualifié de « peu intéressant », et les personnages du jeu sont considérés comme des « caricatures » « sans vie ». Le manque de personnalité d'Aiden fait que l'on trouve les personnages secondaires beaucoup plus intéressants. En résumé, tous les défauts du scénario et des personnages rendent difficile le fait de pouvoir s'intéresser au jeu,.
Les graphismes sont particulièrement blâmés, car moins impressionnants que dans les premières vidéos,. Concernant les missions secondaires, elles sont tellement nombreuses, obligatoires et complexes que le jeu en devient ennuyeux.

### Ventes
Watch Dogs est la nouvelle propriété intellectuelle la plus précommandée d'Ubisoft, le deuxième jeu le plus précommandé du catalogue de l'éditeur, le jeu le plus précommandé de l'année (plus de 800 000 exemplaires) dans le secteur vidéoludique, et le jeu le plus précommandé de la huitième génération de consoles de jeux vidéo. À cette période, les dirigeants de la société prévoient des ventes globales de plus de 6,3 millions d'exemplaires,.
Watch Dogs bat le record du jeu le plus vendu de l'éditeur Ubisoft le premier jour de commercialisation. En une semaine de commercialisation, le jeu s'écoule à plus de 4 millions d'exemplaires dans le monde, devenant la nouvelle licence à atteindre ce chiffre le plus rapidement. Au Royaume-Uni, Watch Dogs devient le meilleur lancement d'une nouvelle franchise, dépassant L.A. Noire, le meilleur lancement d'un titre Ubisoft, détrônant Assassin's Creed III, et le dix-septième plus grand lancement de jeu de tous les temps. La plupart des ventes sont réalisées sur la PlayStation 4, dont les ventes augmentent de 94 % grâce à Watch Dogs, et totalisent 63 000 exemplaires vendus, en parallèle à 31 000 exemplaires sur la PlayStation 3 lors de ses débuts au Japon. En juillet 2014, le jeu compte plus de huit millions d'exemplaires vendus. 9 millions d'exemplaires ont été mis sur le marché dans le monde en octobre de cette année, dont les deux tiers pour Microsoft Windows, PlayStation 4 et Xbox One. Selon les chiffres de vente d'Ubisoft, Watch Dogs compte dix millions d'exemplaires vendus à la fin décembre 2014.

### Distinctions
Watch Dogs est nommé cinq fois aux Golden Joystick Awards 2014, dans les catégories du jeu de l'année, du meilleur jeu original, du meilleur multijoueur, du meilleur gameplay et du meilleur studio. Il y remporte ce dernier prix, et est également nommé à plusieurs reprises aux NAVGTR Awards.
| Année | Récompense                 | Catégorie                                                               | Résultat   | Réfs.   |
| ----- | -------------------------- | ----------------------------------------------------------------------- | ---------- | ------- |
| 2012  | 30e Golden Joystick Awards | À surveiller                                                            | Nomination | [ 115 ] |
| 2013  | 31e Golden Joystick Awards | Le plus recherché                                                       | Nomination | [ 116 ] |
| 2013  | Spike Video Game Awards    | Jeu le plus attendu                                                     | Nomination | [ 117 ] |
| 2014  | 32e Golden Joystick Awards | Meilleur jeu original                                                   | Nomination | ,       |
| 2014  | 32e Golden Joystick Awards | Meilleur multijoueur                                                    | Nomination | ,       |
| 2014  | 32e Golden Joystick Awards | Meilleur gameplay du moment                                             | Nomination | ,       |
| 2014  | 32e Golden Joystick Awards | Jeu de l'année                                                          | Nomination | ,       |
| 2014  | 32e Golden Joystick Awards | Studio de l'année                                                       | Lauréat    | ,       |
| 2014  | NAVGTR Awards              | Lumière / texture                                                       | Nomination | [ 114 ] |
| 2014  | NAVGTR Awards              | Performance dramatique, soutien (Aaron Douglas dans le rôle Jordi Chin) | Nomination | [ 114 ] |
| 2014  | NAVGTR Awards              | Jeu d'aventure                                                          | Nomination | [ 114 ] |
| 2014  | NAVGTR Awards              | Design 3D                                                               | Nomination | [ 114 ] |

## Postérité
En juin 2013, Variety annonce l'intention d'Ubisoft Film and Television de réaliser une adaptation cinématographique en live action du jeu. En août de la même année, Sony Pictures et New Regency sont annoncés pour réaliser ce projet en équipe. En avril 2014, Paul Wernick et Rhett Reese (scénaristes de Bienvenue à Zombieland) sont annoncés pour le film. Le projet de réalisation du film est mis en suspens jusqu'à l'arrivée, annoncée en mars 2024, de l'actrice australienne Sophie Wilde en tant que directrice de projet, et du réalisateur français Mathieu Turi, qui mettra en scène un scénario de Christie LeBlanc. Ainsi, le tournage débute le 3 juillet 2024.
En octobre 2019, Ubisoft annonce la création d'une série d'animation pour les adolescents. Le concept art montre une lycéenne équipée de quelques gadgets, accompagnée d'un style futuriste similaire au film Tron. En novembre 2016 et octobre 2020, sortent respectivement Watch Dogs 2 et Watch Dogs: Legion, des suites directes du premier opus, ; ces deux opus incluent certains personnages du premier volet, comme Aiden Pearce,.